# Richard Bulheller
Richard Bulheller (* 8. August 1942 in Bad Brückenau) ist ein Brigadegeneral außer Dienst des Heeres der Bundeswehr.

## Leben
Bulheller trat 1962 als Offizieranwärter in die Artillerietruppe ein. Nach der Beförderung zum Leutnant hatte er bis 1973 Verwendungen als Feuerleitoffizier, Offizier für Planung, Ausbildung und Organisation (S3), Offizier für Personalwesen und Militärisches Nachrichtenwesen (S1/S2) und Batteriechef.
Von 1973 bis 1975 absolvierte Bulheller den 16. Generalstabslehrgang Heer an der Führungsakademie der Bundeswehr in Hamburg, wo er zum Offizier im Generalstabsdienst ausgebildet und 1974 zum Major befördert wurde. Danach war er Lehrstabsoffizier Logistik an der Technischen Schule des Heeres in Aachen, Generalstabsoffizier für Planung, Ausbildung und Organisation (G3) der Panzergrenadierbrigade 32 in Schwanewede und anschließend G3 und stellvertretender Leiter der Gruppe Landkrieg im militärischen Bereich Operations Research bei der IABG in Ottobrunn. Von 1981 bis 1983 war er Bataillonskommandeur des Panzerartilleriebataillons 55 in Homberg (Efze) und danach Generalstabsoffizier für Personalwesen (G1) der 12. Panzerdivision in Veitshöchheim und Generalstabsoffizier für Logistik (G4) des I. Korps in Münster. 1985 wurde er zum Oberst ernannt und besuchte 1988 das NATO Defense College in Rom. Anschließend wurde er G1 im Hauptquartier der Central Army Group der NATO in Heidelberg. Ab 1990 war er Referatsleiter im Grundsatzreferat der Stabsabteilung V im Führungsstab des Heeres im Bundesministerium der Verteidigung in Bonn.
Bulheller war von 1994 bis 1996 Brigadekommandeur der Logistikbrigade 1 in Lingen, von März 1996 bis 1999 Stabsabteilungsleiter im Führungsstab des Heeres im Bundesministerium der Verteidigung, zunächst der Stabsabteilung VI und nach Umgliederung der Stabsabteilung V. 1997 wurde er zum Brigadegeneral ernannt. In seiner letzten Verwendung war er ab April 1999 Leiter des Materialamtes des Heeres in Bad Neuenahr-Ahrweiler. Mit Ablauf des August 2003 wurde er in den Ruhestand versetzt.
Bulheller war Vizepräsident der Gesellschaft für Wehr- und Sicherheitspolitik und von 2004 bis 2018 Landesvorsitzender IV (Hessen, Rheinland-Pfalz und Saarland) und ist seitdem Ehrenlandesvorsitzender.
Bulheller ist Diplom-Ingenieur, katholisch, verheiratet und hat eine Tochter sowie zwei Söhne.